# Fallsjön (Gärdserums socken, Småland)
Fallsjön är en sjö i Åtvidabergs kommun i Småland och ingår i Storåns huvudavrinningsområde. Sjön har en area på 0,811 kvadratkilometer och ligger 75 meter över havet. Sjön avvattnas av vattendraget Storån (Fallån).

## Delavrinningsområde
Fallsjön ingår i det delavrinningsområde (645200-151507) som SMHI kallar för Utloppet av Fallsjön. Medelhöjden är 94 meter över havet och ytan är 5,49 kvadratkilometer. Räknas de 19 avrinningsområdena uppströms in blir den ackumulerade arean 156,38 kvadratkilometer. Avrinningsområdets utflöde Storån (Fallån) mynnar i havet. Avrinningsområdet består mestadels av skog (52 procent), öppen mark (12 procent) och jordbruk (19 procent). Avrinningsområdet har 0,81 kvadratkilometer vattenytor vilket ger det en sjöprocent på 14,7 procent.